# Silnice II/395
Silnice II/395 je silnice II. třídy v Česku, která spojuje Velkou Bíteš a silnici I/52 u Pohořelic. Dosahuje délky 45 km.

## Vedení silnice
Okres Žďár nad Sázavou – Kraj Vysočina
- Velká Bíteš, vyústění z II/602
- Košíkov
- Ludvíkov

Okres Brno-venkov – Jihomoravský kraj
- Zbraslav
- Zastávka, zaústění do I/23
- Zastávka, vyústění z I/23
- Kratochvilka
- Neslovice, zaústění do II/394
- Neslovice, vyústění z II/394
- Hlína
- zaústění do II/152

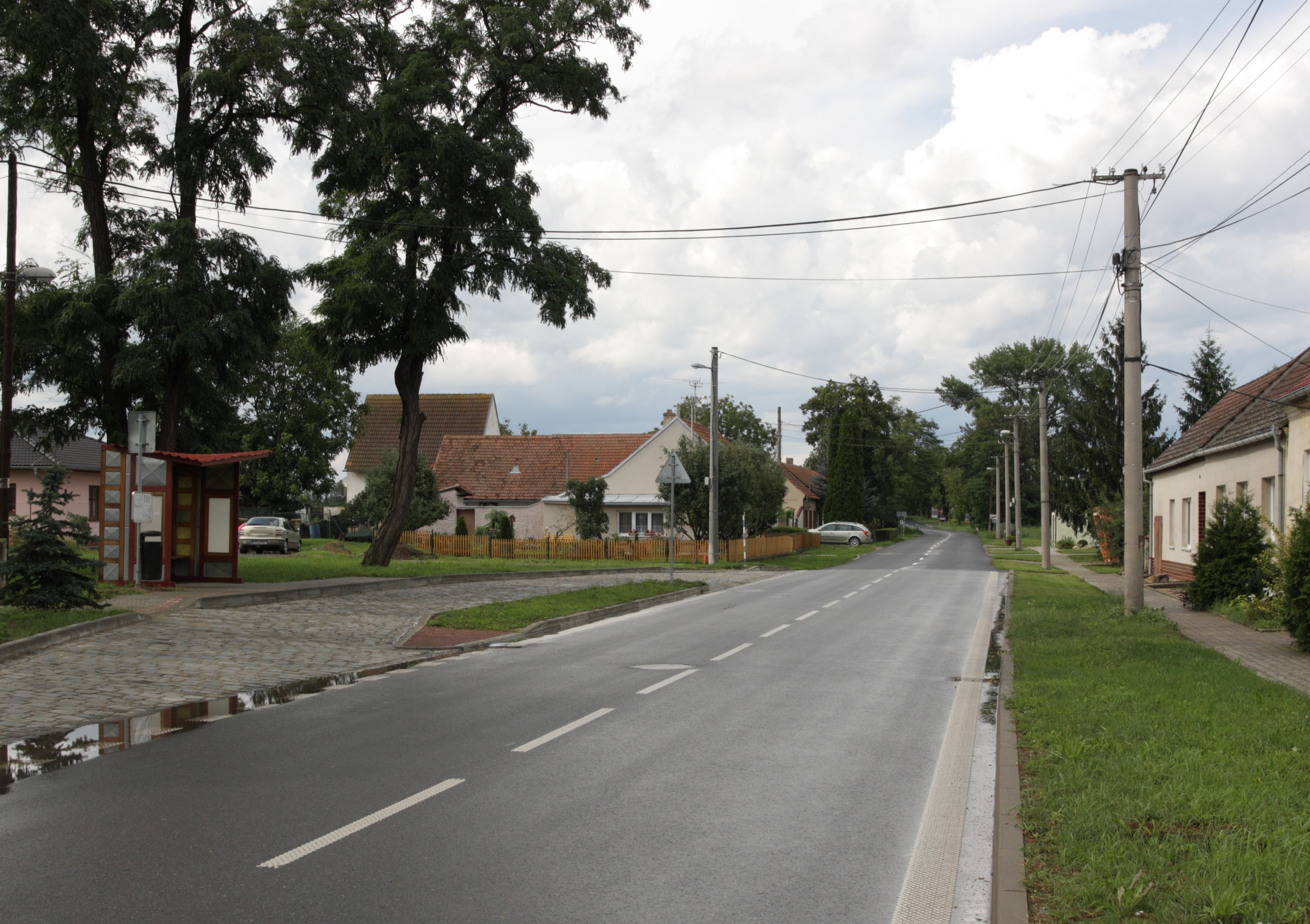
Silnice II/395 v Odrovicích

- Moravské Bránice, vyústění z II/152
- Dolní Kounice
- Pravlov
- Malešovice
- Odrovice
- Cvrčovice
- Pohořelice, zaústění do II/416
- Pohořelice, vyústění z II/416
- mimoúrovňové křížení s I/53
- zaústění do I/52